# Mariah Bell
Mariah Bell est une patineuse artistique américaine née le 18 avril 1996 à Tulsa, dans l'Oklahoma.

## Biographie

### Carrière sportive
Née le 18 avril 1996 à Tulsa, dans l'Oklahoma, Mariah Bell est la fille d'Andy et de Kendra Bell. Mariah commence à patiner à l'âge de trois ans ; sa sœur aînée Morgan est également patineuse et travaille pour les spectacles de Disney on Ice,,.
Mariah Bell commence la compétition en 2008, participants à des concours régionaux. À partir de 2010, elle participe à des compétitions nationales, et à partir de 2014, au niveau international. À cette date, elle déménage pour s'entraîner à Monument, dans le Colorado.
En 2022, en remportant la médaille d'or des championnats des États-Unis de patinage artistique à l'âge de 25 ans, Mariah Bell devient la championne américaine la plus âgée depuis Beatrix Loughran, 95 ans auparavant.
Elle participe en 2022 aux Jeux olympiques d'hiver de Pékin, où elle termine en neuvième place.

### Vie privée
Entre 2016 et 2021, elle était en couple avec le patineur français Romain Ponsart,.

## Palmarès
| Compétition                                                             | 2014    | 2015    | 2016    | 2017    | 2018    | 2019    | 2020    | 2021    | 2022    |  |  |  |  |  |
| Jeux olympiques d'hiver                                                 |         |         |         |         |         |         |         |         | 9e      |  |  |  |  |  |
| Championnats du monde                                                   |         |         |         | 12e     | 12e     | 9e      | CA      |         | 4e      |  |  |  |  |  |
| Quatre continents                                                       |         |         |         | 6e      | 5e      | 6e      |         | CA      |         |  |  |  |  |  |
| Championnats des États-Unis                                             | 13e     | 6e      | 11e     | 3e      | 5e      | 3e      | 2e      | 5e      | 1re     |  |  |  |  |  |
|                                                                         |         |         |         |         |         |         |         |         |         |  |  |  |  |  |
| Grand Prix ISU                                                          | 2013/14 | 2014/15 | 2015/16 | 2016/17 | 2017/18 | 2018/19 | 2019/20 | 2020/21 | 2021/22 |  |  |  |  |  |
| Finale du Grand Prix                                                    |         |         |         |         |         |         |         | CA      | CA      |  |  |  |  |  |
| Skate America                                                           |         |         | 8e      | 2e      |         |         |         | 1re     |         |  |  |  |  |  |
| Skate Canada                                                            |         |         |         |         |         | 4e      |         | CA      |         |  |  |  |  |  |
| Trophée de France                                                       |         |         |         |         |         |         | 3e      | CA      | 6e      |  |  |  |  |  |
| Coupe de Russie                                                         |         |         |         |         | 6e      |         | 3e      |         | 4e      |  |  |  |  |  |
| Trophée NHK                                                             |         |         |         |         | 9e      | 5e      |         |         |         |  |  |  |  |  |
| Légende : CA = Compétitions annulées à cause de la pandémie de Covid-19 |         |         |         |         |         |         |         |         |         |  |  |  |  |  |